# Vasoaktives intestinales Peptid
Vasoaktives intestinales Peptid (VIP) bezeichnet ein gastrointestinales (im Verdauungstrakt gefundenes) Peptidhormon, das aus 28 Aminosäuren besteht.
VIP wird im Duodenum (Zwölffingerdarm) gebildet, wenn dort Fette auftreten. Es weist Ähnlichkeit zu Glucagon und Sekretin in seiner chemischen Struktur und Wirkung auf. VIP wirkt als Neurotransmitter und Neuromodulator in den Neuronen des zentralen Nervensystems und in parasympathischen Nervenfasern. Seine Halbwertszeit im Blut beträgt etwa zwei Minuten.
Die biologischen Funktionen von VIP werden über zwei Rezeptoren vom Typ 1 (VPAC1R) und Typ 2 (VPAC2R) vermittelt.

## Wirkung
VIP bewirkt eine Erschlaffung der glatten Muskulatur in Magen, Darm, Trachea und Bronchien sowie der Blutgefäße und ist damit auch ein systemischer wie pulmonalarterieller Vasodilatator. VIP steigert auch die Sekretion von HCO3− in Darm, Pankreas und Leber und hemmt die Magensäure-Sekretion. Ebenso greift VIP in die Regulation der Schleimproduktion in den Atemwegen ein und hemmt zusätzlich die Blutgerinnung.
Eine Überproduktion des Hormons kann durch das VIPom (Verner-Morrison-Syndrom) entstehen und führt hierbei zu Wässrigen Diarrhoen, Hypokaliämie und Achlorhydrie, weshalb es auch als WDHA-Syndrom bezeichnet wird.

## Studien
Derzeit werden Studien an Patienten durchgeführt, die an schwerer pulmonalarterieller Hypertension leiden. Die viermal tägliche Inhalation von VIP in einer Gesamtdosis von 200 µg/Tag führt dabei zu einer signifikanten Verbesserung von Leistungsfähigkeit und hämodynamischen Parametern, ohne wesentliche Nebenwirkungen zu zeigen.
Da VIP neben den Lungengefäßen auch die Atemwege erweitert sowie entzündungshemmende und immunomodulatorische Eigenschaften besitzt, wird es in klinischen Studien zwischenzeitlich auch zur Behandlung schwerer Formen der Chronisch obstruktiven Lungenerkrankung und des Asthma bronchiale eingesetzt.
Weitere Arbeiten zielen darauf ab, synthetische Analoga mit verbesserten Eigenschaften wie einer Verlängerung der Halbwertszeit zu synthetisieren.

## Forschungsgeschichte
VIP wurde 1966 erstmals von Gardner und Cerda aus einem Insulinom gewonnen und 1972 von Said und Mutt aus dem Dünndarm von Schweinen isoliert.